# Çeltikçi
Çeltikçi là một huyện thuộc tỉnh Burdur, Thổ Nhĩ Kỳ. Huyện có diện tích 184 km² và dân số thời điểm năm 2007 là 6354 người, mật độ 35 người/km².